# Francesco Antonioli
Francesco Antonioli (Monza, 14 settembre 1969) è un allenatore di calcio ed ex calciatore italiano, di ruolo portiere, preparatore dei portieri della nazionale Under-17 italiana.
Nel corso della sua carriera ha conquistato tre scudetti (1991-1992, 1992-1993, 2000-2001), due Supercoppe di Lega (1992, 2001) e una Coppa Intertoto (1998); ha inoltre fatto parte, senza scendere in campo, della rosa del Milan vincitore di due Coppe dei Campioni, una Supercoppa UEFA e una Coppa Intercontinentale tra il 1988 e il 1990. Al suo attivo anche un campionato italiano di Serie B (1995-1996) e una Coppa Italia Serie C (1987-1988).
È stato a lungo titolare della nazionale Under-21, con cui ha conquistato il campionato d'Europa 1992; nello stesso anno, sempre da titolare, ha partecipato ai Giochi olimpici di Barcellona. Con la nazionale maggiore non ha disputato alcun incontro, ma ha preso parte come secondo portiere al campionato d'Europa 2000, concluso al secondo posto.

## Caratteristiche tecniche

### Giocatore
Era un portiere dotato di ottima tecnica, che gli consentiva di compiere interventi stilisticamente pregevoli; ciononostante, il suo stile era sobrio e poco spettacolare, con movimenti simili a quelli di Giovanni Galli, suo punto di riferimento.
Durante gli anni al Milan, complice in particolar modo l'errore che costò alla propria squadra la vittoria nel derby contro l'Inter, Antonioli venne insignito del poco lusinghiero soprannome di "Saponetta" da parte dei tifosi milanisti; in seguito, dopo essere diventato un punto fermo della Roma ed essere stato uno dei protagonisti dello scudetto 2000-01, il telecronista capitolino Carlo Zampa lo soprannominerà "Batman".

## Carriera

### Giocatore

#### Club

Un giovane Antonioli al Milan nel 1988

Esordisce in prima squadra con il Monza a 16 anni, in una partita di Coppa Italia contro la Juventus. Dopo due stagioni con i brianzoli in Serie C1, viene acquistato dal Milan di Arrigo Sacchi, con il quale vince due UEFA Champions League in qualità di terzo portiere. Ritenuto un giovane di sicuro avvenire – per molti è il più promettente portiere italiano insieme ad Angelo Peruzzi –, per la stagione 1990-1991 sembra destinato a raccogliere l'eredità di Giovanni Galli, ceduto al Napoli, ed entrare in competizione con Andrea Pazzagli per un posto da titolare nella squadra rossonera, ma un precampionato incerto lo porta a trasferirsi in prestito al Cesena (da riserva) e poi in Serie B al Modena (da titolare).
Torna nelle file del Milan e debutta in Serie A il 18 aprile 1992 contro l’Inter. Veste la maglia rossonera per un ulteriore biennio, conquistando due scudetti consecutivi, ma viene scavalcato nelle gerarchie da Sebastiano Rossi, scendendo in campo solo in 13 occasioni. Nel 1993 il portiere riparte dalla divisione cadetta, accettando l'offerta del Pisa: nonostante la stagione si concluda con la retrocessione dei toscani in Serie C1, Antonioli è richiamato nella massima serie dalla Reggiana.
L'anno successivo passa al Bologna in Serie B, vincendo immediatamente il campionato. In rossoblù militerà per quattro stagioni, rivelandosi uno dei pilastri della squadra, che raggiunse due semifinali di Coppa Italia e una semifinale di Coppa UEFA.
Nell'estate 1999 viene acquistato dalla Roma, con la quale vince il campionato 2000-2001. Dopo quattro stagioni dal rendimento sostanzialmente positivo, seppur altalenante, Antonioli si accasa alla Sampdoria. Nel giugno 2006 ritorna, dopo sette anni, al Bologna, con cui disputa due stagioni in Serie B senza saltare nessuna partita; nel 2007-2008 conquista la promozione in massima serie.
Il 7 luglio 2009, svincolatosi dal Bologna, si accasa al Cesena. Nel campionato 2009-2010, disputato da titolare, ha conquistato la promozione in Serie A, all'età di 40 anni. In questo medesimo campionato e in quello successivo, Antonioli è stato il più anziano calciatore professionista italiano in attività dopo Andrea Pierobon. Nella stagione 2011-2012 diventa il terzo giocatore più anziano a essere mai sceso in campo in Serie A (dopo Marco Ballotta e Gianluigi Buffon). Svincolatosi a fine stagione, il 22 dicembre 2012 annuncia il ritiro dal calcio giocato.

#### Nazionale
Convocato da Cesare Maldini, esordisce nell'Italia under 21 il 20 dicembre 1989, in occasione di un'amichevole contro la Spagna persa per 1-0. Sul finire del 1990 diventa il portiere titolare degli azzurrini, e in questa veste prende parte al campionato d'Europa 1992, vinto battendo in finale la Svezia. Sempre da titolare, partecipa anche ai Giochi olimpici di Barcellona 1992, in cui l'Italia è eliminata ai quarti di finale dalla Spagna. Totalizza 23 presenze nell'Under-21 e 6 nell'Italia olimpica.
Nella nazionale maggiore non disputa alcun incontro, ma è convocato da Dino Zoff per il campionato d'Europa 2000: dapprima selezionato come terza scelta – in sostituzione di Angelo Peruzzi, che rinuncia alla chiamata – dietro Gianluigi Buffon e Francesco Toldo, viene poi promosso a vice di Toldo per via del forfait del titolare designato Buffon, infortunatosi a pochi giorni dall'inizio del torneo.

### Allenatore
A un anno dal suo ritiro, viene ingaggiato dal Cesena come preparatore dei portieri. Nel 2018, oltre a continuare il ruolo di preparatore dei portieri, intraprende anche il ruolo di vice sempre per il Cesena.
Nel 2022 allena i pulcini dello Sporting Valle Savio
Il 4 agosto 2023 entra nello staff azzurro come preparatore dei portieri dell'Under-20 e l'anno seguente dell'Under-19. Il 17 luglio 2025, viene inserito con lo stesso ruolo nello staff di Daniele Franceschini, neo ct della nazionale Under-17 italiana.

## Statistiche

### Presenze e reti nei club
Statistiche aggiornate al 22 dicembre 2012.
| Stagione         | Squadra          | Campionato       | Campionato | Campionato | Coppe nazionali | Coppe nazionali | Coppe nazionali | Coppe continentali | Coppe continentali | Coppe continentali | Altre coppe | Altre coppe | Altre coppe | Totale | Totale |
| Stagione         | Squadra          | Comp             | Pres       | Reti       | Comp            | Pres            | Reti            | Comp               | Pres               | Reti               | Comp        | Pres        | Reti        | Pres   | Reti   |
| ---------------- | ---------------- | ---------------- | ---------- | ---------- | --------------- | --------------- | --------------- | ------------------ | ------------------ | ------------------ | ----------- | ----------- | ----------- | ------ | ------ |
| 1988-1989        | Milan            | A                | 0          | 0          | CI              | 1               | -1              | CC                 | 0                  | 0                  | SI          | 0           | 0           | 1      | -1     |
| 1989-1990        | Milan            | A                | 0          | 0          | CI              | 0               | 0               | CC                 | 0                  | 0                  | SU+CInt     | 0           | 0           | 0      | 0      |
| ago. 1990        | Cesena           | A                | 0          | 0          | CI              | 1               | -2              | -                  | -                  | -                  | -           | -           | -           | 1      | -2     |
| 1990-1991        | Modena           | B                | 30         | -22        | CI              | 2               | -3              | -                  | -                  | -                  | -           | -           | -           | 32     | -25    |
| 1991-1992        | Milan            | A                | 4          | -3         | CI              | 7               | -5              | -                  | -                  | -                  | -           | -           | -           | 11     | -8     |
| 1992-1993        | Milan            | A                | 9          | -7         | CI              | 1               | 0               | UCL                | 4                  | 0                  | SI          | 1           | -1          | 15     | -8     |
| Totale Milan     | Totale Milan     | Totale Milan     | 13         | -10        |                 | 9               | -6              |                    | 4                  | 0                  |             | 1           | -1          | 27     | -17    |
| 1993-1994        | Pisa             | B                | 26+1       | -20 + -0   | CI              | -               | -               | -                  | -                  | -                  | -           | -           | -           | 27     | -20    |
| 1994-1995        | Reggiana         | A                | 30         | -48        | CI              | 4               | -3              | -                  | -                  | -                  | -           | -           | -           | 34     | -51    |
| 1995-1996        | Bologna          | B                | 38         | -23        | CI              | 6               | -4              | -                  | -                  | -                  | -           | -           | -           | 44     | -27    |
| 1996-1997        | Bologna          | A                | 33         | -42        | CI              | 6               | -6              | -                  | -                  | -                  | -           | -           | -           | 39     | -48    |
| 1997-1998        | Bologna          | A                | 0          | 0          | CI              | 0               | 0               | -                  | -                  | -                  | -           | -           | -           | 0      | 0      |
| 1998-1999        | Bologna          | A                | 32+2       | -41 + -2   | CI              | 8               | -8              | I+CU               | 6+10               | -3 + -7            | -           | -           | -           | 58     | -61    |
| 1999-2000        | Roma             | A                | 30         | -31        | CI              | 4               | -3              | CU                 | 8                  | -2                 | -           | -           | -           | 42     | -35    |
| 2000-2001        | Roma             | A                | 26         | -28        | CI              | 2               | -5              | CU                 | 6                  | -4                 | -           | -           | -           | 34     | -37    |
| 2001-2002        | Roma             | A                | 30         | -20        | CI              | 2               | -2              | UCL                | 10                 | -7                 | SI          | 0           | 0           | 42     | -29    |
| 2002-2003        | Roma             | A                | 16         | -23        | CI              | 2               | -4              | UCL                | 9                  | -9                 | -           | -           | -           | 27     | -36    |
| Totale Roma      | Totale Roma      | Totale Roma      | 102        | -102       |                 | 10              | -14             |                    | 33                 | -22                |             | 0           | 0           | 145    | -138   |
| 2003-2004        | Sampdoria        | A                | 32         | -39        | CI              | 0               | 0               | -                  | -                  | -                  | -           | -           | -           | 32     | -39    |
| 2004-2005        | Sampdoria        | A                | 37         | -26        | CI              | 1               | -1              | -                  | -                  | -                  | -           | -           | -           | 38     | -27    |
| 2005-2006        | Sampdoria        | A                | 35         | -46        | CI              | 0               | 0               | CU                 | 2                  | -1                 | -           | -           | -           | 37     | -48    |
| Totale Sampdoria | Totale Sampdoria | Totale Sampdoria | 104        | -111       |                 | 1               | -1              |                    | 2                  | -1                 |             | -           | -           | 107    | -113   |
| 2006-2007        | Bologna          | B                | 42         | -42        | CI              | 3               | -4              | -                  | -                  | -                  | -           | -           | -           | 45     | -46    |
| 2007-2008        | Bologna          | B                | 42         | -29        | CI              | 2               | -2              | -                  | -                  | -                  | -           | -           | -           | 44     | -31    |
| 2008-2009        | Bologna          | A                | 35         | -56        | CI              | 1               | 0               | -                  | -                  | -                  | -           | -           | -           | 36     | -56    |
| Totale Bologna   | Totale Bologna   | Totale Bologna   | 222+2      | -233 + -2  |                 | 26              | -24             |                    | 16                 | -10                |             | -           | -           | 266    | -269   |
| 2009-2010        | Cesena           | B                | 39         | -26        | CI              | 2               | -3              | -                  | -                  | -                  | -           | -           | -           | 41     | -29    |
| 2010-2011        | Cesena           | A                | 37         | -47        | CI              | 0               | 0               | -                  | -                  | -                  | -           | -           | -           | 37     | -47    |
| 2011-2012        | Cesena           | A                | 30         | -48        | CI              | 1               | 0               | -                  | -                  | -                  | -           | -           | -           | 31     | -48    |
| Totale Cesena    | Totale Cesena    | Totale Cesena    | 106        | -121       |                 | 4               | -5              |                    | -                  | -                  |             | -           | -           | 110    | -126   |
| Totale carriera  | Totale carriera  | Totale carriera  | 633+3      | -667 + -2  |                 | 56              | -56             |                    | 55                 | -33                |             | 1           | -1          | 748    | -758   |

### Cronologia presenze e reti in nazionale
| Cronologia completa delle presenze e delle reti in nazionale ― Italia under 21 | Cronologia completa delle presenze e delle reti in nazionale ― Italia under 21 | Cronologia completa delle presenze e delle reti in nazionale ― Italia under 21 | Cronologia completa delle presenze e delle reti in nazionale ― Italia under 21 | Cronologia completa delle presenze e delle reti in nazionale ― Italia under 21 | Cronologia completa delle presenze e delle reti in nazionale ― Italia under 21 | Cronologia completa delle presenze e delle reti in nazionale ― Italia under 21 | Cronologia completa delle presenze e delle reti in nazionale ― Italia under 21 |
| Data                                                                           | Città                                                                          | In casa                                                                        | Risultato                                                                      | Ospiti                                                                         | Competizione                                                                   | Reti                                                                           | Note                                                                           |
| ------------------------------------------------------------------------------ | ------------------------------------------------------------------------------ | ------------------------------------------------------------------------------ | ------------------------------------------------------------------------------ | ------------------------------------------------------------------------------ | ------------------------------------------------------------------------------ | ------------------------------------------------------------------------------ | ------------------------------------------------------------------------------ |
| 20-12-1989                                                                     | Valencia                                                                       | Spagna under 21                                                                | 1 – 0                                                                          | Italia under 21                                                                | Amichevole                                                                     | -                                                                              | 83’                                                                            |
| 16-5-1990                                                                      | Lumezzane                                                                      | Italia under 21                                                                | 1 – 0                                                                          | Cipro under 21                                                                 | Amichevole                                                                     | -                                                                              |                                                                                |
| 26-9-1990                                                                      | Reggio Calabria                                                                | Italia under 21                                                                | 1 – 0                                                                          | Paesi Bassi under 21                                                           | Amichevole                                                                     | -                                                                              |                                                                                |
| 18-10-1990                                                                     | Ferrara                                                                        | Italia under 21                                                                | 1 – 0                                                                          | Ungheria under 21                                                              | Qual. Europeo Under-21 1992                                                    | -                                                                              |                                                                                |
| 5-12-1990                                                                      | Chieti                                                                         | Italia under 21                                                                | 3 – 1                                                                          | Romania under 21                                                               | Amichevole                                                                     | -1                                                                             |                                                                                |
| 19-12-1990                                                                     | Larnaca                                                                        | Cipro under 21                                                                 | 0 – 1                                                                          | Italia under 21                                                                | Amichevole                                                                     | -                                                                              | 86’                                                                            |
| 16-1-1991                                                                      | Atene                                                                          | Grecia under 21                                                                | 1 – 0                                                                          | Italia under 21                                                                | Amichevole                                                                     | -                                                                              |                                                                                |
| 27-2-1991                                                                      | Grosseto                                                                       | Italia under 21                                                                | 0 – 0                                                                          | Polonia under 21                                                               | Amichevole                                                                     | -                                                                              |                                                                                |
| 17-4-1991                                                                      | Andria                                                                         | Italia under 21                                                                | 0 – 0                                                                          | Svezia under 21                                                                | Amichevole                                                                     | -                                                                              |                                                                                |
| 2-5-1991                                                                       | Szombathely                                                                    | Ungheria under 21                                                              | 0 – 1                                                                          | Italia under 21                                                                | Qual. Europeo Under-21 1992                                                    | -                                                                              |                                                                                |
| 5-6-1991                                                                       | Stavanger                                                                      | Norvegia under 21                                                              | 6 – 0                                                                          | Italia under 21                                                                | Qual. Europeo Under-21 1992                                                    | -6                                                                             |                                                                                |
| 12-6-1991                                                                      | Padova                                                                         | Italia under 21                                                                | 1 – 0                                                                          | Unione Sovietica under 21                                                      | Qual. Europeo Under-21 1992                                                    | -                                                                              |                                                                                |
| 25-9-1991                                                                      | Trollhattan                                                                    | Svezia under 21                                                                | 2 – 2                                                                          | Italia under 21                                                                | Amichevole                                                                     | -2                                                                             |                                                                                |
| 16-10-1991                                                                     | Simferopoli                                                                    | Unione Sovietica under 21                                                      | 1 – 1                                                                          | Italia under 21                                                                | Qual. Europeo Under-21 1992                                                    | -1                                                                             |                                                                                |
| 13-11-1991                                                                     | Avellino                                                                       | Italia under 21                                                                | 2 – 1                                                                          | Norvegia under 21                                                              | Qual. Europeo Under-21 1992                                                    | -1                                                                             |                                                                                |
| 29-1-1992                                                                      | Atene                                                                          | Grecia under 21                                                                | 0 – 1                                                                          | Italia under 21                                                                | Amichevole                                                                     | -                                                                              | 46’                                                                            |
| 19-2-1992                                                                      | Izmir                                                                          | Turchia under 21                                                               | 0 – 1                                                                          | Italia under 21                                                                | Amichevole                                                                     | -                                                                              | 46’                                                                            |
| 11-3-1992                                                                      | Trnava                                                                         | Cecoslovacchia under 21                                                        | 1 – 2                                                                          | Italia under 21                                                                | Europeo Under-21 1992 - Quarti di finale - Andata                              | -1                                                                             |                                                                                |
| 25-3-1992                                                                      | Padova                                                                         | Italia under 21                                                                | 2 – 0                                                                          | Cecoslovacchia under 21                                                        | Europeo Under-21 1992 - Quarti di finale - Ritorno                             | -                                                                              |                                                                                |
| 9-4-1992                                                                       | Aalborg                                                                        | Danimarca under 21                                                             | 0 – 1                                                                          | Italia under 21                                                                | Europeo Under-21 1992 - Semifinale - Andata                                    | -                                                                              |                                                                                |
| 22-4-1992                                                                      | Perugia                                                                        | Italia under 21                                                                | 2 – 0                                                                          | Danimarca under 21                                                             | Europeo Under-21 1992 - Semifinale - Ritorno                                   | -                                                                              |                                                                                |
| 28-5-1992                                                                      | Ferrara                                                                        | Italia under 21                                                                | 2 – 0                                                                          | Svezia under 21                                                                | Europeo Under-21 1992 - Finale - Andata                                        | -                                                                              |                                                                                |
| 3-6-1992                                                                       | Växjö                                                                          | Svezia under 21                                                                | 1 – 0                                                                          | Italia under 21                                                                | Europeo Under-21 1992 - Finale - Ritorno                                       | -1                                                                             |                                                                                |
| Totale                                                                         |                                                                                | Presenze                                                                       | 23                                                                             |                                                                                | Reti                                                                           | -13                                                                            |                                                                                |

| Cronologia completa delle presenze e delle reti in nazionale ― Italia Olimpica | Cronologia completa delle presenze e delle reti in nazionale ― Italia Olimpica | Cronologia completa delle presenze e delle reti in nazionale ― Italia Olimpica | Cronologia completa delle presenze e delle reti in nazionale ― Italia Olimpica | Cronologia completa delle presenze e delle reti in nazionale ― Italia Olimpica | Cronologia completa delle presenze e delle reti in nazionale ― Italia Olimpica | Cronologia completa delle presenze e delle reti in nazionale ― Italia Olimpica | Cronologia completa delle presenze e delle reti in nazionale ― Italia Olimpica |
| Data                                                                           | Città                                                                          | In casa                                                                        | Risultato                                                                      | Ospiti                                                                         | Competizione                                                                   | Reti                                                                           | Note                                                                           |
| ------------------------------------------------------------------------------ | ------------------------------------------------------------------------------ | ------------------------------------------------------------------------------ | ------------------------------------------------------------------------------ | ------------------------------------------------------------------------------ | ------------------------------------------------------------------------------ | ------------------------------------------------------------------------------ | ------------------------------------------------------------------------------ |
| 10-7-1992                                                                      | Brescia                                                                        | Italia olimpica                                                                | 1 – 1                                                                          | Egitto olimpica                                                                | Amichevole                                                                     | -                                                                              | 46’                                                                            |
| 16-7-1992                                                                      | Marino                                                                         | Italia olimpica                                                                | 5 – 0                                                                          | Qatar olimpica                                                                 | Amichevole                                                                     | -                                                                              | 46’                                                                            |
| 24-7-1992                                                                      | Barcellona                                                                     | Italia olimpica                                                                | 2 – 1                                                                          | Stati Uniti olimpica                                                           | Olimpiadi 1992 - 1° turno                                                      | -1                                                                             |                                                                                |
| 27-7-1992                                                                      | Barcellona                                                                     | Italia olimpica                                                                | 0 – 3                                                                          | Polonia olimpica                                                               | Olimpiadi 1992 - 1° turno                                                      | -3                                                                             |                                                                                |
| 29-7-1992                                                                      | Barcellona                                                                     | Italia olimpica                                                                | 1 – 0                                                                          | Kuwait olimpica                                                                | Olimpiadi 1992 - 1° turno                                                      | -                                                                              |                                                                                |
| 1-8-1992                                                                       | Valencia                                                                       | Spagna olimpica                                                                | 1 – 0                                                                          | Italia olimpica                                                                | Olimpiadi 1992 - Quarti di finale                                              | -1                                                                             |                                                                                |
| Totale                                                                         |                                                                                | Presenze                                                                       | 6                                                                              |                                                                                | Reti                                                                           | -5                                                                             |                                                                                |

## Palmarès

#### Club

##### Competizioni nazionali
- Coppa Italia Serie C: 1

Monza: 1987-1988
- Campionato italiano: 3

Milan: 1991-1992, 1992-1993
Roma: 2000-2001
- Supercoppa italiana: 2

Milan: 1992
Roma: 2001
- Campionato italiano di Serie B: 1

Bologna: 1995-1996

##### Competizioni internazionali
- Coppa dei Campioni: 2 [25]

Milan: 1988-1989, 1989-1990
- Supercoppa UEFA: 1 [25]

Milan: 1989
- Coppa Intercontinentale: 1 [25]

Milan: 1989
- Coppa Intertoto UEFA: 1

Bologna: 1998

### Nazionale
- Campionato d'Europa Under-21: 1

1992